# Étang-sur-Arroux
Étang-sur-Arroux este o comună în departamentul Saône-et-Loire, Franța. În 2009 avea o populație de 1.953 de locuitori.

## Evoluția populației
| An        | 1975  | 1982  | 1990  | 1999  | 2006  | 2009  |
| --------- | ----- | ----- | ----- | ----- | ----- | ----- |
| Populație | 1.567 | 1.760 | 1.835 | 1.836 | 1.927 | 1.953 |